# Elaphristis psoloessa
Elaphristis psoloessa är en fjärilsart som beskrevs av Turner 1909. Elaphristis psoloessa ingår i släktet Elaphristis och familjen nattflyn. Inga underarter finns listade i Catalogue of Life.